# Маррон, Лоретта
Лоретта Жозефин Маррон (16 октября 1951) — главный исполнительный директор австралийской организации Друзья науки в медицине. Известна под псевдонимом «Jelly Bean Lady» («Желейная леди»). Начала заниматься популяризацией доказательной медицины после того, как у неё обнаружили злокачественную опухоль. Приобрела известность после того как начала расследования, показывающие, что многие методы лечения являются неэффективными. Награждена орденом Австралии за вклад в здравоохранение и трижды была названа «Скептиком года» по версии Австралийских скептиков.

## Биография
Маррон родилась в 1951 году в Германии, в городе Ганновер. В 1954 году её семья переехала в Англию, а в 1959 году в Южную Австралию. В 1972 году она окончила университет Аделаиды со степенью бакалавра по специализации «физика и математика». Впоследствии занимала должность специалиста по информационным технологиям. В 2003 году ей был поставлен диагноз рак молочной железы.
В группе поддержки, куда она ходила, рекламировалось много видов альтернативного лечения, многие из которых призывали людей отказаться от традиционной медицины (например, не делать операцию или не проходить химиотерапию). Видя, как шарлатаны пытаются воспользоваться ситуацией, предлагая процедуры без доказанных преимуществ и зачастую беря за это большие деньги, Маррон решила показать, насколько бесполезен «альтернативный» подход.
«Можно понять, почему люди приходят к альтернативной медицине, когда больны. Но она не работает… Людям свойственно искать панацею, но, к сожалению, её не существует».

### Желейная леди
Маррон получила прозвище «Желейная леди» после того, как использовала желейные жевательные конфеты, чтобы протестировать магнитную подложку для матраца. По словам создателей этой подложки, она способна улучшить состояние здоровья при широком спектре заболеваний. В один из матрацев вместо магнитов в подложку она положила желе. Участники эксперимента использовали прибор, который измеряет магнитное поле. Результаты эксперимента показали, что из-за толщины матраца прибор не смог определить, какие матрацы имели магнитную подложку, а какие желейную. Маррон заключила, что магниты обладают такой же эффективностью, что и мармелад. Данный эксперимент транслировали по телевидению, его наглядность помогла Маррон показать большой аудитории отсутствие эффективности магнитных подложек без использования терминов типа «слепой метод» и «управляемый эксперимент».

## Публикации
- Harvey, Ken J; Korczak, Viola S; Marron, Loretta J; Newgreen, David B. Commercialism, choice and consumer protection: regulation of complementary medicines in Australia (англ.) // Medicine Journal of Australia : journal. — Australian National Prescribing Service, 2008. — 7 January (vol. 188, no. 1). — P. 21—25. — ISSN 1326-5377.
- McGuire TM, Walters JA, Dean AJ, Van Driel M, Del Mar C, Kotsirilos V, Moses GM, Chong S, Deed G, Eldred B, Hardy J, Heussler H, Hollingworth S, Marron L, Mendel J, Pache D, Steadman K, Trenerry H, Brown J, Williamson M. Review of the Quality of Complementary Medicines Information Resources: Summary Report. Australian National Prescribing Service (март 2009). Дата обращения: 23 сентября 2015. Архивировано из оригинала 4 марта 2016 года.
- Marron, Loretta. Regulating Treatments "Down Under" (неопр.) // HealthWatch Newsletter. — U.K., 2009. — October (№ 75).
- Ch. 21 The Perspective of a Cancer Patient by Loretta Marron // Perspectives on complementary and alternative medicines (англ.) / Olver, Ian; Robotin, Monica. — London: Imperial College Press, 2012. — ISBN 9781848165571.
- Marron, Loretta. The US NCCIH: What is it? (неопр.) // HealthWatch Newsletter. — U.K.. — № 97, Spring 2015.